# Marktschorgast
Marktschorgast – gmina targowa w Niemczech, w kraju związkowym Bawaria, w rejencji Górna Frankonia, w regionie Oberfranken-Ost, w powiecie Kulmbach. Leży w Lesie Frankońskim, przy autostradzie A9 (zjazd 38) i linii kolejowej Monachium – Drezno.
Gmina położona jest 15 km na wschód od Kulmbach, 30 km na południowy zachód od Hof i 17 km na północ od Bayreuth.

## Dzielnice
W skład gminy wchodzą następujące dzielnice: 
- Grundmühle
- Marktschorgast
- Mittelpöllitz
- Oberpöllitz
- Pulst
- Rohrersreuth
- Thalmühle
- Unterpöllitz
- Ziegenburg

## Historia
Marktschorgast od 1293 podlegało diecezji Bamberg. Po ogólnobawarskiej mediatyzacji w 1802 przeszło pod władania Księstwa Bayreuth, jednak w wyniku Traktatu tylżyckiego z 1807 Marktschorgast zostało włączone do Francji a następnie ponownie do Bawarii.

## Polityka
Wójtem jest Bruno Preißinger (CSU). Rada gminy składa się z 13 członków:
|      | CSU | SPD | Wolni Wyborcy | Razem     |
| 2002 | 6   | 5   | 2             | 13 miejsc |